# 1202 Марина
1202 Марина (1202 Marina) — астероїд головного поясу, відкритий 13 вересня 1931 року.
Тіссеранів параметр щодо Юпітера — 3,028.